# Simulink

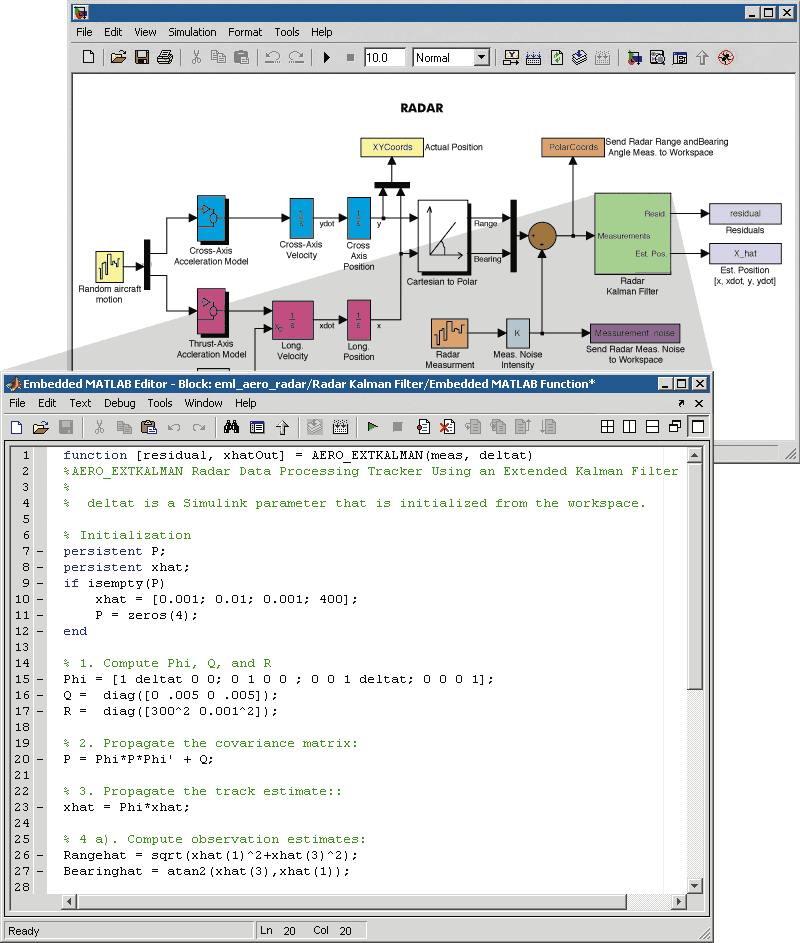
Diagrama en bloques de un radar.

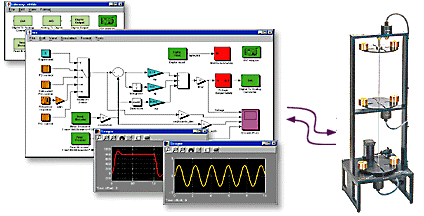
Simulink conectado a un hardware de control.

Simulink es un entorno de programación visual, que funciona sobre el entorno de programación Matlab. 
Es un entorno de programación de más alto nivel de abstracción que el lenguaje interpretado Matlab (archivos con extensión .m). Simulink genera archivos con extensión .mdl (de "model").
En las imágenes, se puede apreciar el diagrama en bloques de un radar, en el cual se muestra que uno de sus bloques de procesamiento de señal, es un filtro Kalman realizado en un script de Matlab.
Luego, se puede apreciar un sistema de control automático, junto a su modelización y finalmente un sistema de un automóvil, vinculando la simulación a un entorno de realidad virtual.
Simulink viene a ser una herramienta de simulación de modelos o sistemas, con cierto grado de abstracción de los fenómenos físicos involucrados en los mismos.
Se hace hincapié en el análisis de sucesos, a través de la concepción de sistemas (cajas negras que realizan alguna operación).
Es ampliamente usado en ingeniería electrónica en temas relacionados con el procesamiento digital de señales (DSP), involucrando temas específicos de ingeniería biomédica, telecomunicaciones, entre otros.
También es muy utilizado en ingeniería de control y robótica.

## Programas similares desoftwarelibre
- El entorno Scicos perteneciente a Scilab. En futuras versiones (Scilab 5.2 o superior) vendrá reemplazando a Scicos, el entorno visual de simulación Xcos que promete una mejor estética, y mayor funcionalidad.